# عملیات فلش پوینت: بحران‌های جنگ سرد
 عملیات فلش پوینت: بحران‌های جنگ سرد یک بازی ویدئویی تیراندازی است که توسط شرکت کدمسترز در سال ۲۰۰۱ به بازار ارائه شد. سری جدیدتر این بازی به نام عملیات فلش پوینت:برخاستن اژدها در سال ۲۰۰۹ وارد بازار شد.

## ماجرای بازی
کلیه مراحل بازی از سوی یک جنگجوی آمریکایی علیه سربازان شوروی انجام شده و شامل عملیات‌های مختلفی مانند سرقت اطلاعات، پاکسازی روستاها، ترور فرماندهان دشمن، حمله به کاروان‌های نظامی و… می‌شود.

## نکته قوت بازی
با کشته شدن قهرمان اصلی، یک جمله قصار در مورد جنگ بر روی صفحه بازی ظاهر می‌شود که می‌تواند برای بازیگران اهل مطالعه جالب باشد.